# حارة غول الماء (صنعاء)
حارة غول الماء هي إحدى حارات حي شعوب بمديرية شعوب إحد مديريات العاصمة اليمنية صنعاء، بلغ تعداد سكانها 874 نسمة حسب تعداد اليمن لعام 2004.